# Heterixalus alboguttatus

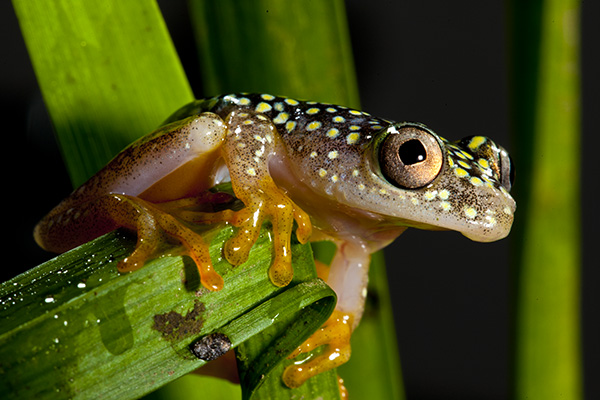
Kopf von Heterixalus alboguttatus

Heterixalus alboguttatus, zuweilen auch Gelbpunkt-Riedfrosch genannt, ist eine endemisch auf Madagaskar vorkommende Froschlurchart (Anura) aus der Familie der Riedfrösche (Hyperoliidae).

## Merkmale
Die Kopf-Rumpf-Länge von Heterixalus alboguttatus variiert von 20 bis zu 33 Millimetern. Kopf, Rücken und Beine sind schwärzlich gefärbt und mit einem dichten Muster von kleinen hellen Flecken überzogen. Je nach den Lichtverhältnissen schimmern diese gelb oder orangefarben. Die Bauchseite ist cremefarben. Hände und Füße sind orangefarben. An den Finger- und Zehenspitzen befinden sich rundliche Haftballen. Die Augen sind sehr groß, die Pupille ist schwarz, die Iris orangegelb.

## Ähnliche Arten
Heterixalus alboguttatus ist unverwechselbar, da keine andere Froschlurchart eine ähnlich charakteristische Zeichnung aufweist.

## Verbreitung und Lebensraum
Heterixalus alboguttatus ist auf Madagaskar endemisch, wurde im Nationalpark Ranomafana und im Naturreservat Manombo nachgewiesen und lebt in offenen Wäldern, Busch- und Graslandschaften sowie in Feuchtgebieten. Die Art wurde auch in Reisfeldern gefunden.

## Lebensweise
Die Frösche sind überwiegend tagaktiv. Weibchen wurden zuweilen auf sonnenbeschienenen Blättern beobachtet. In sezierten Weibchen wurden etwa 500 Eier mit einem Durchmesser von 1,5 Millimetern gefunden. Details zur Entwicklung und zu den Kaulquappen müssen noch erforscht werden.

## Gefährdung
Heterixalus alboguttatus ist in ihren Verbreitungsgebieten nicht selten und wird von der Weltnaturschutzorganisation IUCN als „least concern = nicht gefährdet“ geführt.